# Dimples
Dimples é um filme estadunidense de 1936 do gênero "Comédia Musical" dirigido por William A. Seiter. O roteiro é de Nat Perrin e Arthur Sheekman. Produção de Nunnally Johnson e Darryl F. Zanuck para a 20th Century Fox. No número final, Shirley Temple canta e dança num "minstrel show", isto é, artistas brancos maquiados como negros.
As canções do filme ("Hey, What Did the Blue Jay Say", "He Was a Dandy", "Picture Me Without You", "Get On Board", "Dixie-anna" e "Wings of the Morning") são de Jimmy McHugh e Ted Koehler. As danças foram coreografadas por Bill Robinson que aparece com Shirley em quatro filmes e é o seu parceiro no famoso número da escadaria do filme The Little Colonel.

## Elenco
- Shirley Temple...Sylvia 'Dimples' Dolores Appleby
- Frank Morgan...Professor Eustace Appleby
- Helen Westley...Senhora Caroline Drew
- Robert Kent...Allen Drew
- Astrid Allwyn...Cleo Marsh
- Delma Byron...Betty Loring
- Berton Churchill...Coronel Jasper Loring
- Julius Tannen...Emery T. Hawkins
- John Carradine...Richards
- Stepin Fetchit...Cicero, o servente
- Billy McClain...Rufus
- Jack Clifford...Tio Tomás ou Pai Tomás (Brasil), da peça encenada no filme
- Betty Jean Hainey...Topsy, da peça encenada no filme
- Paul Stanton...Senhor St. Clair, da peça encenada no filme
- The Hall Johnson Choir...Coral

## Sinopse
Na cidade de Nova Iorque de 1852, "Dimples" é uma pobre menina artista de rua que mora num quarto simples com o "Professor" Eustace Appleby, um idoso e notório batedor de carteiras. Os dois conhecem a viúva rica Caroline Drew, que quer pagar uma grande quantia em dinheiro para o Professor para que esse deixe Dimples morar em sua mansão. Ao mesmo tempo, o sobrinho da senhora Drew, Allen, quer que Dimples seja a estrela de uma peça teatral que produzirá, baseada no livro "A Cabana do Pai Tomás". A senhora Drew não quer que o sobrinho faça teatro e a produção é atrapalhada ainda pelo Professor, que perdeu o dinheiro dos fornecedores aos quais ficara incumbido por Allen de fazer o pagamento.